# L'Influence de l'odeur des croissants chauds sur la bonté humaine
L'Influence de l'odeur des croissants chauds sur la bonté humaine et autres questions de philosophie morale expérimentale est un essai écrit par le philosophe Ruwen Ogien en 2011.
À travers diverses expériences de pensées, Ruwen Ogien invite à réfléchir sur les fondements des intuitions morales et propose des outils intellectuels pour faire face aux débats et dilemmes moraux. Le philosophe libertaire propose de voir son ouvrage comme une « introduction générale à l'éthique » dans lequel il présente son approche de l'éthique minimale qui ne réprouve que les actions causant du tort à autrui,,.

## Structure de l'essai
L'ouvrage est composé de deux parties. Dans la première, intitulée Problèmes, dilemmes et paradoxes : 19 casse-tête moraux, Ruwen Ogen présente et développe les principales doctrines morales à travers diverses exemples et expériences de pensées. On y retrouve le dilemme du tramway, les crimes sans victime, la machine à expérience, la libération animale, le violoniste endormi.
Dans la seconde partie Les ingrédients de la cuisine morale, le philosophe décrypte les origines et le mécanisme des intuitions morales, puis se propose de fournir des outils de compréhension et d'analyse du raisonnement moral à partir des quatre règles élémentaires :
1. De ce qui est, on ne peut pas dériver ce qui doit être (Il ne faut pas confondre les jugements de fait et les jugements de valeur)
2. Devoir implique pouvoir (À l’impossible nul n’est tenu)
3. Il faut traiter les cas similaires de façon similaire (Il est injuste de faire deux poids deux mesures)
4. Il est inutile d’obliger les gens à faire ce qu’ils feront nécessairement d’eux-mêmes ; il est inutile d’interdire aux gens de faire ce qu’ils ne feront volontairement en aucun cas

## Accueil critique
Après avoir été nommé à l'édition 2012 du prix Procope des Lumières parmi une liste de cinq essais en compétition, le jury choisit de décerner à l'ouvrage le premier prix.
En 2015, l'essai est traduit en anglais sous le titre Human Goodness and the Smell of Warm Croissants. An introduction to Ethics et édité par les presses universitaires de Columbia.